# 1,4-Tiazepin
1,4-Tiazepin je pripadnik hemijske klase tiazepina. Diltiazem je primer jedinjenja baziranog na ovoj strukturi.